# Verteidigungsministerium (Belgien)
Das Verteidigungsministerium (niederländisch ministerie van Defensie, französisch ministère de la Défense) ist das Verteidigungsministerium des Königreichs Belgien. Es ist für die Ausführung der Militärpolitik und die dafür notwendige militärische Infrastruktur der belgischen Armee zuständig. Das Ministerium hat seinen Sitz im Kwartier Koningin Elisabeth/Quartier Reine Elisabeth in Evere in der Region Brüssel-Hauptstadt.
Das Verteidigungsministerium ist das einzige föderale Ministerium, das nicht in einen Föderalen Öffentlichen Dienst umgewandelt wurde.

## Minister
Derzeitiger Minister der Landesverteidigung ist seit Februar 2025 Theo Francken (N-VA).